# Ferocactus schwarzii

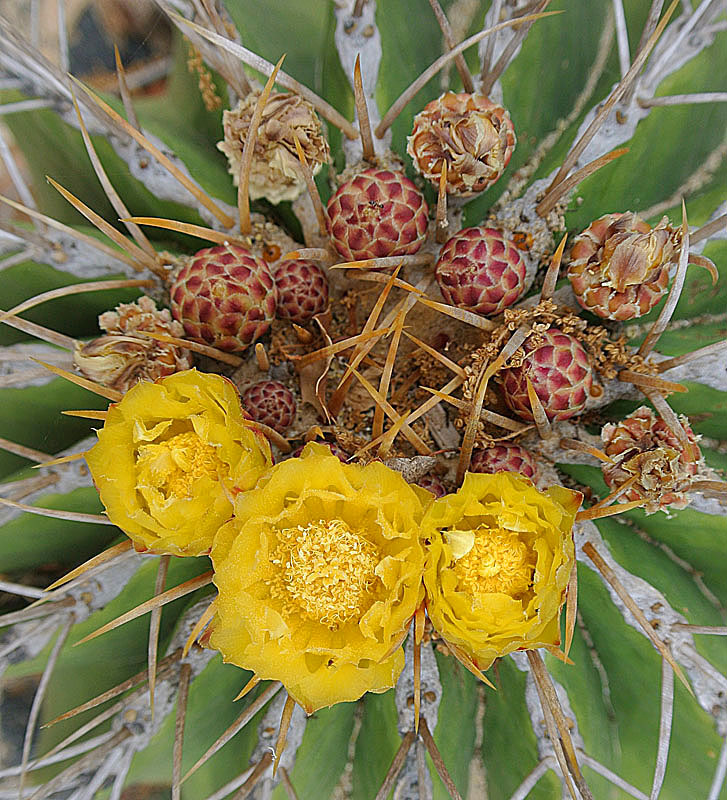
Blüten und Knospen

Ferocactus schwarzii ist eine Pflanzenart aus der Gattung Ferocactus in der Familie der Kakteengewächse (Cactaceae). Das Artepitheton schwarzii ehrt den Kakteensammler Fritz Schwarz (1898–1971), der in Mexiko sammelte.

## Beschreibung
Ferocactus schwarzii wächst einzeln mit kugelförmigen, ellipsoiden oder bis breit eiförmigen, hellgrünen Trieben und erreicht bei Durchmessern von 50 Zentimetern Wuchshöhen von bis zu 80 Zentimeter. Es sind 13 bis 19 scharfkantige Rippen vorhanden, die anfangs gerundet sind. Die ein bis fünf, leicht rückwärts gebogenen und etwas abstehenden gelben Dornen vergrauen im Alter. Sie sind 0,5 bis 5,5 Zentimeter lang.
Die sich nicht weit öffnenden, gelben Blüten erscheinen in einem Kreis um den Scheitel. Sie erreichen eine Länge von bis zu 5 Zentimeter und weisen einen Durchmesser von 4 Zentimeter auf. Die 1,3 bis 2 Zentimeter langen, annähernd kugelförmigen Früchte sind grünoliv gefärbt. Sie vertrocknen und reißen längs auf.

## Verbreitung, Systematik und Gefährdung
Ferocactus schwarzii ist im mexikanischen Bundesstaat Sinaloa verbreitet.
Die Erstbeschreibung erfolgte 1955 durch George Edmund Lindsay. Ein nomenklatorisches Synonym ist Parrycactus schwarzii (G.E.Linds.) Doweld (2000).
In der Roten Liste gefährdeter Arten der IUCN wird die Art als „Data Deficient (DD)“, d. h. mit keinen ausreichenden Daten geführt.

## Nachweise